# Лискате
Лискате (итал. Liscate) је насеље у Италији у округу Милано, региону Ломбардија.
Према процени из 2011. у насељу је живело 3803 становника. Насеље се налази на надморској висини од 110 м.

## Становништво
Према резултатима пописа становништва 2011. у општини је живело 4.050 становника.
| 1931. | 1936. | 1951. | 1961. | 1971. | 1981. | 1991. | 2001. | 2011. |
| ----- | ----- | ----- | ----- | ----- | ----- | ----- | ----- | ----- |
| 1.115 | 1.184 | 1.368 | 1.229 | 1.487 | 1.564 | 3.117 | 3.408 | 4.050 |